# Парко Мацола (Напуљ)
Парко Мацола је насеље у Италији у округу Напуљ, региону Кампанија.
Према процени из 2011. у насељу је живело 573 становника. Насеље се налази на надморској висини од 17 м.